# Кнтехцян, Спартак Агасиевич
Кнтехцян Спартак Агасиевич (30 декабря 1924, Ленинакан — 13 февраля 1996, Ереван) — армянский архитектор, Заслуженный архитектор Армении (1972).

## Биография

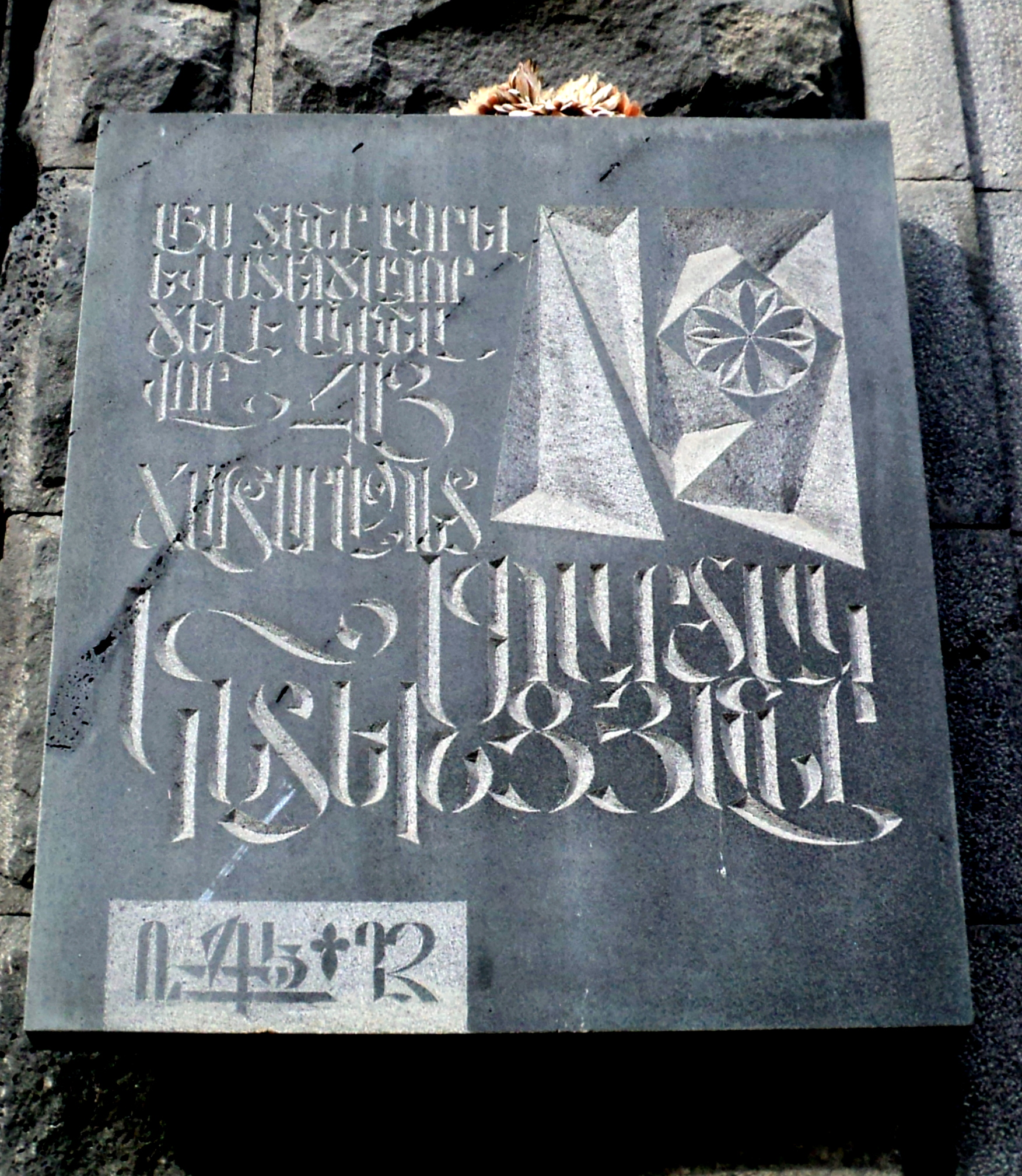
Мемориальная доска
на стене дома, где жил
С. А. Кнтехцян (Ереван, ул. Закияна, 8)

Участник Великой Отечественной войны. В 1951 г. окончил ЕрПИ. С 1961 г. член Союза архитекторов Армении.

## Награды и премии
- Заслуженный архитектор Армении
- Лауреат премии ЛКСМ Армении им. А.Таманяна (Летний зал кинотеатра «Москва» — 1967 г.)
- Лауреат международного смотра «Лучший проект года» (1995)

## Основные работы
- Станция «Маршал Баграмян» ереванского метрополитена
- Летний зал кинотеатра «Москва»
- Скульптура «Продавец воды» в Ереване
- Питьевой фонтан на пл. Республики.

## Галерея

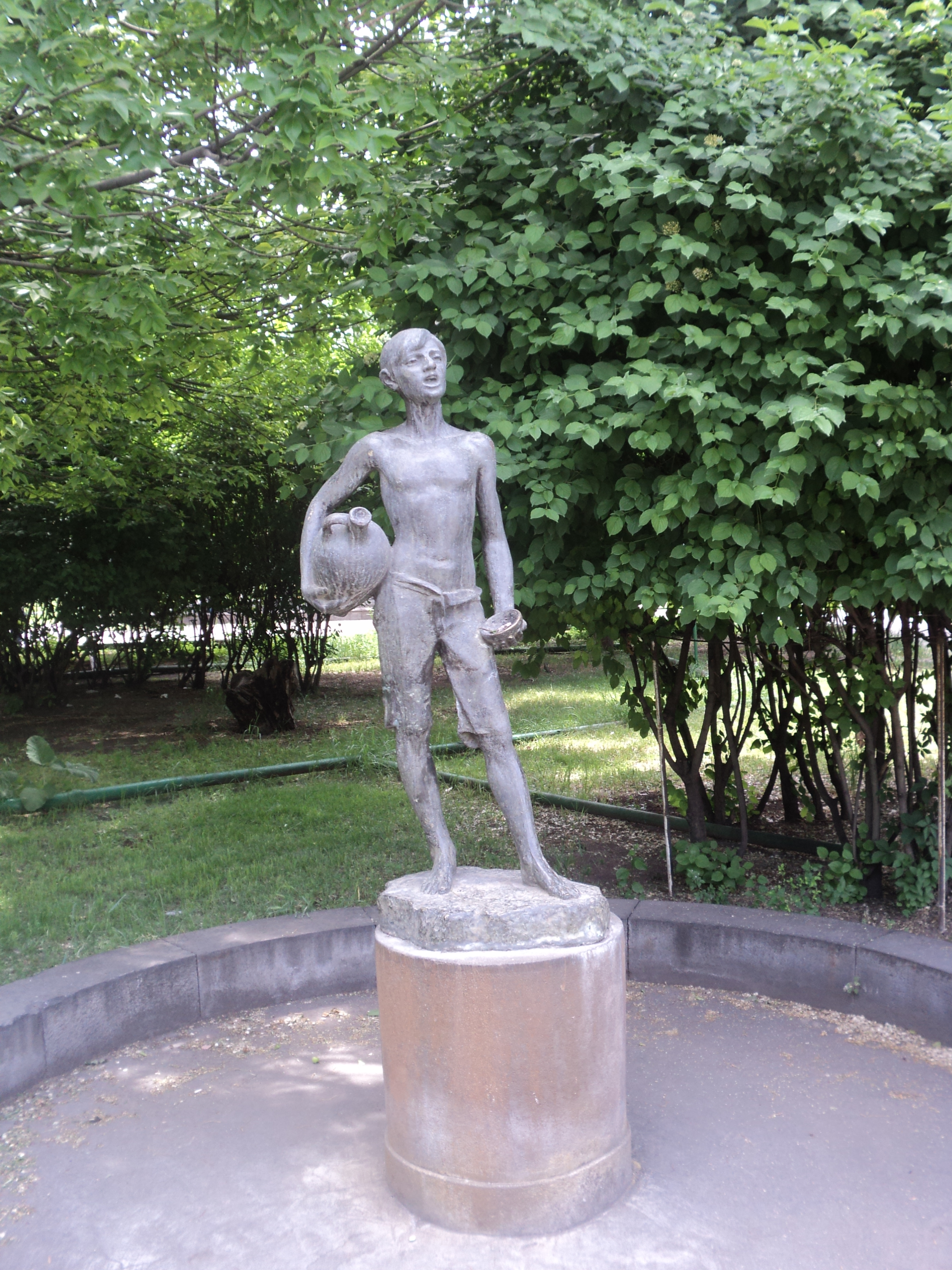
Скульптура «Продавец воды» в Ереване
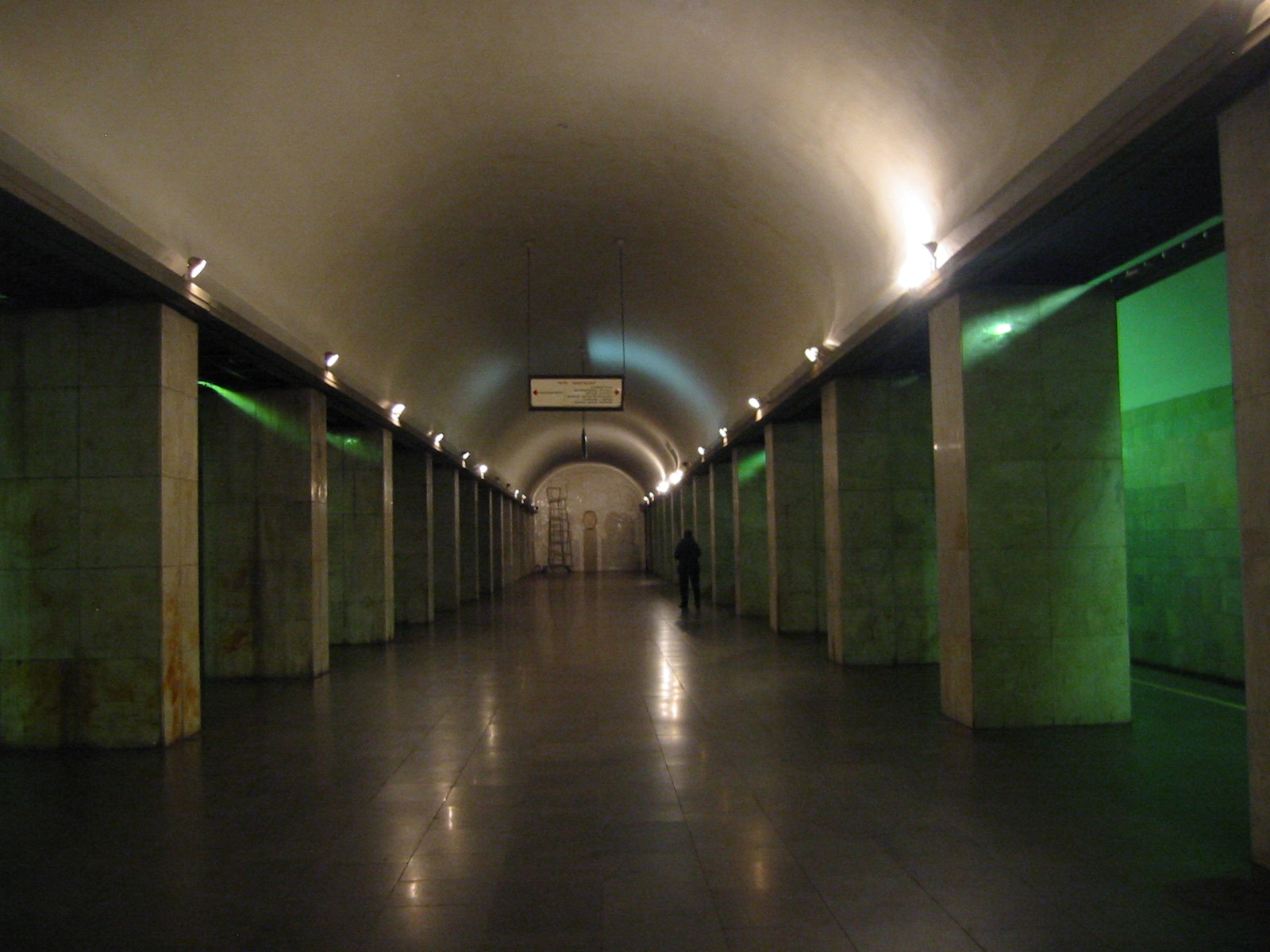
Станция «Маршал Баграмян» ереванского метрополитена